# ولاية هيما
ولاية هيما، إحدى ولايات محافظة الوسطى بسلطنة عمان، تشتهر هذه الولاية بتربية الإبل والأغنام كما توجد بها أكبر محمية طبيعية للمها العربية (البقرة الوحشية، الوضيحي) في العالم وأكثر سكانها هم من قبيلة الحراسيس.

## الموقع
ولاية هيما هي ولاية مترامية الأطراف، تقع في قلب الصحراء بالمنطقة الوسطى من سلطنة عمان، تجاورها جنوباً محافظة ظفار، وشمالاً المنطقة الداخلية وخاصة ولاية أدم، وشرقا بحر العرب، وغربها صحراء الربع الخالي. وهي تتوسط المسافة تقريباً بين مسقط وصلالة حيث تبعد عن مسقط حوالي 540 كيلومتراً، وعن محافظة ظفار –صلالة حوالي 500 كيلومتراً. يصل عدد سكانها إلى حوالي 4000 نسمة

## تاريخ ولاية هيماء
ترجع تسميتها إلى قصة تاريخية يرويها أحد العارفين من أهل البادية، وهي قصة تتمحور حول الصراع الذي كان – سابقاً – بين البدوي وما تحمله الصحراء الشاسعة من احتمالات متكررة للمخاطر، وتقول الرواية إن المنطقة المعروفة بـ «هيماء» وكذلك ضواحيها كانوا يسمونها منطقة «المعبر». والتي تعني المنطقة المنعزلة في مفاهيم البادية، حيث تشير إلى إن قاطنها قد عبر الأشجار والكلأ وفقد بالتالي أي فرصة للإستظلال والاحتماء من حرارة الشمس، أو حتى فرصة قضاء وقت القيلولة حيث يجلس لتسوية طعامه، وحتى الإبل أو الركاب تكاد تنعدم فرصتها في الحصول على الماء.
باختصار كانت منطقة تتقطع فيها السبل بوسائل وأدوات الحياة الضرورية.
وعند أواخر الأربعينات من القرن الحالي، كان أحد البدو من ساكني المنطقة يمتلك «ناقة» نادرة في سرعتها وقوتها وقدرتها المختلفة، حتى ذاع صيتها في كافة المناطق المجاورة إلا أن ذلك لم يجلب إليه السعادة قدر ما جلبه شقاء حيث تعرض لهجوم من مجموعة مسلحة استهدف الاستيلاء على تلك الناقة بالقوة، وقد جرت تلك الواقعة على مشارف المنطقة المعروفة حالياً بمركز الولاية.
وإن كان الرجل البدوي – العماني – قد تمكن من الفرار بناقته وإنقاذها من المهاجمين الستة والعشرين، إلا أن القصة ظلت متناقلة بين أهالي المنطقة باعتبارها نموذجاً مثالثاً للتمسك بالحق والدفاع عنه وصيانته. وعند منتصف الخمسينات تقريياً، جاء الخبراء الأجانب في مجال المساحة ونزلوا في منطقة الدقم على شاطئ البحر – ولاية الدقم حالياً – حيث طلبوا من القائم على شؤون المنطقة تزويدهم برجل عارف بشؤون الصحراء –دليل – وكان لهم ما أرادوا.
وكان مقصدهم صحراء هيماء الحالية، وعندما وصلوا إلى مركز الولاية بدؤوا يمارسون أعمالهم «المسحية» للمنطقة، واستبدت بهم الحيرة في التسمية التي يطلقونها على تلك المنطقة، فسأل الخبراء مرافقهم – البدوي – عن الاسم المناسب لتلك المنطقة؟ فأجابهم بأنها معروفة باسم «قواد إهجمت» أي موقع الهجوم الذي تعرض له صاحب «الناقة النادرة» ولأن أهل البادية هناك ينطقون حرف «الجيم» إلى «ياء» فقد جاء نطق البدوي للعبارة: «قواد إهيمت». ومن هنا أخذها الخبراء من فمه وقالوا فلنسميها «هيماء» وذلك بعد تحوير اللفظ.

## المعالم السياحية
في ولاية هيماء، هناك بعض المعالم السياحية حيث توجد مجموعة من الكهوف أبرزها كهف «الراكي» الذي يقع شمال شرق جعلوني وتنبع من داخله المياه، إلا إنها ليست صالحة للشرب. وهناك كهف «المسك» الذي يتميز بسقوط المياه من سقفه في شكل قطرات دون أن تتمكن من رؤية هذه المياه على سطحه. كما يوجد كهف «وادي صراف» الذي يقع في منحدر أسفل مستوى سطح الأرض، ويمكن الوصول إليه من خلال فتحة متصلة ممر مائل، ويراودك الشعور أن هذا الكهف ه ماء إلا إنك لا ترى شيئاً عليه. وهناك كهف رابع يسمونه «قطار» وهو به ماء إلا إنها ليست صالحة للشرب.
ويوجد أيضاً إلى جانب الكهوف – ثلاثة عيون للمياه أحدها تسمى «بوي الحوجاء» وهي صخرة ضخمة تقوم على قاعدة حجرية تشكل ما يشبه المظلة الطبيعية. والثانية يسمونها «الأصلع» وهي تقع جنوب غرب «الهابور» الجزء السفلي منها عبارة عن عمود من الحجر تعلوه حجارة مكونة ما يشبه المظلة الطبيعية أيضاً. والعين الثالثة هي «قرن عانوز» ويتميز هذا القرن بوجود كثبان الملح.
وإضافة إلى تلك المعالم السياحية الطبيعية، فهناك معلم حديث عرفته المنطقة في مطلع السبعينات، وجاء ثمرة لفكرة السلطان قابوس بن سعيد. حيث تم بتوجيهاته إنشاء «محمية المها العربية العمانية» التي قررت لجنة التراث العالمي التابعة لمنظمة اليونسكو إدراجها في قائمة ممتلكات الثراث الطبيعي العالمي.

## الحرف والصناعات التقليدية
تتميز ولاية هيماء بوجود عددمن الصناعات والفنون التقليدية، فمن الصناعات: الغزل والنسيج – الخوصيات – الجلديات الطبيعية. ومن الفنون التقليدية: الرزحة – العازي – التغرود. أما بالنسبة للحرف التقليدية: ففضلاً عن انتشار تربية الحيوانات المختلفة والرعي لللإبل والأغنام والماعز، تتميز ولاية همياء بانتشار الطب والبيطرة الشعبية، وجميعها تستمد أدويتها من النباتات التي تتواجد عشوائياً في الصحراء.

## الخدمات الحكومية
ومن الإنجازات الحضارية المباركة، هناك مستشفى هيماء الذي تم تجهيزة بأحدث المعدات الطبية والكادر العلمي المناسب للوفاء بخدمات الرعاية الصحية لأبناء المنطقة. كما توجد ثلاث مدارس للمراحل التعليمية الثلاث، إلى ذلك تتعدد المكاتب الحكومية الساهرة على ضمان توفير ووصول الخدمات الضرورية للمواطنين هناك.
ومن أهم المواقع في ولاية هيماء هو «سيح الزمايم» الذي اعتاد السلطان قابوس أن يقيم فيها مخيمه السلطاني العامر خلال جولاته الميدانية السنوية، فإن سيح الزمائم هو محطة أخرى من محطاته

## وصلات خارجية
- المنطقة الوسطى - وزارة الإعلام العمانية